# Disk (nadver)
 For alternative betydninger, se Disk (flertydig). (Se også artikler, som begynder med Disk)
Disk (også kaldet patene af latin patena = fad) er den i Folkekirken almindeligst benyttede betegnelse for den tallerken – normalt af sølv – som anvendes til alterbrødene ved nadveren. Ordet kommer af græsk Δίσκος (dansk: ~ diskos), som betyder rund skive (hyppigst til at kaste med!).